# Primary van Washington D.C. 2012
Op 3 april 2012 werden de Republikeinse en Democratische primaries gehouden in Washington D.C.

## Democratische Primary
Met 98,1% van de stemmen won president Obama gemakkelijk de Democratische voorverkiezing.

## Republikeinse Primary
De Republikeinse voorverkiezing werd op dezelfde dag georganiseerd in als de primaries in Maryland en Wisconsin. De Republikeinse Partij van de District van Columbia vereist minimaal 1 procent van het aantal geregistreerde Republikeinen in deze staat, alsmede de namen van 16 potentiële gedelegeerden en 16 alternatieve gedelegeerden. Rick Santorum voldeed niet aan deze voorwaarden en stond daardoor niet op de lijst. De Republikeinse Partij van de District van Columbia stond niet toe om write-in toe te laten bij deze primary.

### Resultaten
De kandidaat met de meeste stemmen tijdens deze primary, Mitt Romney, kreeg 16 gedelegeerden toebedeeld. Hij kreeg de meeste stemmen in elk district van deze staat, Ron Paul werd tweede en Newt Gingrich derde.
| District of Columbia primary  | District of Columbia primary  | District of Columbia primary  | District of Columbia primary |
| Kandidaat                     | Stemmen                       | Percentage                    | Gedelegeerden                |
| ----------------------------- | ----------------------------- | ----------------------------- | ---------------------------- |
| Mitt Romney                   | 3.122                         | 68,22%                        | 18                           |
| Ron Paul                      | 535                           | 11,69%                        | 0                            |
| Newt Gingrich                 | 477                           | 10,42%                        | 0                            |
| Jon Huntsman (teruggetrokken) | 312                           | 6,82%                         | 0                            |
| Overige                       | 129                           | 2,82%                         | 0                            |
| Niet verdeelde gedelegeerden: | Niet verdeelde gedelegeerden: | Niet verdeelde gedelegeerden: | 1                            |
| Totaal:                       | 4.575                         | 100%                          | 19                           |

### Reacties
Na zijn overwinning riep Romney zijn tegenstanders weer op om de strijd te staken. "Wat we nu nodig hebben is zo snel mogelijk een kandidaat kiezen en ons richten op Barack Obama". Santorum herhaalde in zijn toespraak dat hij niet van plan is te stoppen. Eerder zei hij al dat hij zou doorgaan totdat Romney alle benodigde 1144 gedelegeerden heeft gewonnen. Tevens riep Santorum zijn aanhang op om actief campagne te gaan voeren in Pennsylvania, zijn thuisstaat. "Pennsylvania en de helft van alle mensen in dit land moeten nog gehoord worden. We gaan campagne voeren om ervoor te zorgen dat hun stemmen in de komende maanden gehoord gaan worden."
1789 · 1792 · 1796 · 1800 · 1804 · 1808 · 1812 · 1816 · 1820 · 1824 · 1828 · 1832 · 1836 · 1840 · 1844 · 1848 · 1852 · 1856 · 1860 · 1864 · 1868 · 1872 · 1876 · 1880 · 1884 · 1888 · 1892 · 1896 · 1900 · 1904 · 1908 · 1912 · 1916 · 1920 · 1924 · 1928 · 1932 · 1936 · 1940 · 1944 · 1948 · 1952 · 1956 · 1960 · 1964 · 1968 · 1972 · 1976 · 1980 · 1984 · 1988 · 1992 · 1996 · 2000 · 2004 · 2008 · 2012 · 2016 · 2020 · 2024